# Lycosa aragogi
Espèce
Lycosa aragogi est une espèce d'araignées aranéomorphes de la famille des Lycosidae.

## Distribution
Cette espèce est endémique de la province de Kerman en Iran,. Elle se rencontre entre 2 200 et 2 300 m d'altitude vers le col Zarand.

## Habitat
Elle se rencontre dans une végétation xérophyte de montagne d'Astragalus sp..

## Description
La femelle holotype mesure 26 mm. Le céphalothorax mesure 11,3 mm de long sur 7,5 mm, il est marqué par deux bandes de poils noirs qui partent des deux yeux principaux vers l'arrière du corps, alternées de trois bandes claire.
Elle ne tisse pas de toiles mais reste plutôt en retrait dans son terrier durant la journée pour ne sortir finalement que la nuit pour chasser ses proies.
D'après les spécialistes, ces espèces d'araignées ont pour la plupart une espérance de vie assez courte d'environ 3 ans mais contrairement à la majorité des autres espèces d'araignées, elles disposent d'une très bonne vue.

## Étymologie
À l’occasion des 20 ans de la saga Harry Potter mais aussi grâce à leur ressemblance, des chercheurs iraniens ont choisi de nommer cette espèce Lycosa aragogi, en hommage à Aragog, la célèbre acromentule protégée par Rubeus Hagrid.

## Publication originale
- Nadolny & Zamani, 2017 : A new species of burrowing wolf spiders (Araneae: Lycosidae: Lycosa) from Iran. Zootaxa, no 4286(4), p. 597-600.